# Kazuya Kawabata
Kazuya Kawabata (河端 和哉 Kawabata Kazuya?, nacido el 22 de octubre de 1981 en Hokkaido) es un futbolista japonés que se desempeña como defensa.

## Trayectoria

### Clubes
| Club                | País  | Año         |
| ------------------- | ----- | ----------- |
| Consadole Sapporo   | Japón | 2003 - 2004 |
| Roasso Kumamoto     | Japón | 2005 - 2009 |
| Giravanz Kitakyushu | Japón | 2010 - 2011 |
| V-Varen Nagasaki    | Japón | 2012 - 2013 |
| FC Ryukyu           | Japón | 2013 - 2014 |
| ReinMeer Aomori     | Japón | 2015 -      |

## Estadística de carrera

### J. League
| Club                | Año   | J. League | J. League | Copa J. League | Copa J. League | Total | Total |
| Club                | Año   | Part.     | Goles     | Part.          | Goles          | Part. | Goles |
| ------------------- | ----- | --------- | --------- | -------------- | -------------- | ----- | ----- |
| Consadole Sapporo   | 2003  | 1         | 0         | -              | -              | 1     | 0     |
| Consadole Sapporo   | 2004  | 1         | 0         | -              | -              | 1     | 0     |
| Roasso Kumamoto     | 2008  | 33        | 1         | -              | -              | 33    | 1     |
| Roasso Kumamoto     | 2009  | 23        | 0         | -              | -              | 23    | 0     |
| Giravanz Kitakyushu | 2010  | 21        | 0         | -              | -              | 21    | 0     |
| Giravanz Kitakyushu | 2011  | 0         | 0         | -              | -              | 0     | 0     |
| V-Varen Nagasaki    | 2013  | 0         | 0         | -              | -              | 0     | 0     |
| FC Ryukyu           | 2014  | 20        | 1         | -              | -              | 20    | 1     |
| Total               | Total | 99        | 1         | 0              | 0              | 99    | 1     |